# 100% NL TV
100% NL TV è un canale televisivo musicale non-stop che trasmette principalmente video musicali di artisti olandesi. Il canale è stato lanciato tramite l'operatore via cavo Ziggo il 1 ottobre 2013. È una collaborazione tra la stazione radio 100% NL e il canale musicale Lite TV. Il canale trasmette 24 ore al giorno. Va in onda in tutti i Paesi Bassi.